# Кротовка
Кро́товка (рос. Кротовка) — село у складі Кулундинського району Алтайського краю, Росія. Входить до складу Константиновської сільської ради.

## Населення
Населення — 182 особи (2010; 208 у 2002).
Національний склад (станом на 2002 рік):
- росіяни — 58 %
- українці — 26 %